# Sulcodrepanus sulcicollis
Sulcodrepanus sulcicollis là một loài bọ cánh cứng trong họ Bọ hung (Scarabaeidae).